# Under Feet Like Ours
Under Feet Like Ours är det första studioalbumet av den kanadensiska popduon Tegan and Sara, utgivet 1999 under etiketten Plunk Records. Det producerades av Tegan and Sara tillsammans med ljudteknikern Jared Kuemper. Tidigare hade gruppen släppt tre demoinspelningar under 1998 med namnen Yellow Demo, Orange Demo och Red Demo. Albumet släpptes ursprungligen i ett begränsat antal exemplar som "Sara and Tegan", men återlanserades 2001 under det nuvarande gruppnamnet med större framgång. Nyutgåvan innehåller låten "Frozen", från uppföljarskivan This Business of Art.
Skivomslaget visar en bild på duon tillsammans som små barn, Sara iklädd en röd topp och Tegan en lila topp.

## Låtlista
1. "Divided" (Tegan Quin) – 3:04
2. "Our Trees" (T. Quin) – 3:47
3. "Come On" (Sara Quin) – 4:05
4. "Freedom" (T. Quin) – 2:15
5. "Proud" (S. Quin) – 2:48
6. "More for Me" (T. Quin) – 3:44
7. "Hype" (S. Quin) – 3:05
8. "Clever Meals" (T. Quin) – 3:18
9. "This Is Everything" (T. Quin) – 3:09
10. "Heavy" (S. Quin) – 4:18
11. "Welcome Home" (T. Quin) – 2:34
12. "Superstar" (T. Quin) – 3:50
13. "Untitled" (instrumental; alternativ titel "Bye!" på nyutgåvor) – 0:05

Bonuslåt på nyutgåvan från 2001
1. "Frozen" (T. Quin) – 2:44

## Medverkande
Tegan and Sara
- Tegan Quin – sång, gitarr, producent
- Sara Quin – sång, gitarr, producent

Övriga musiker
- Kristian Alexandrov – programmering, piano, slagverk (2, 3, 6, 8-10, 12)
- Aaron Burke – trummor (3-6, 9, 10, 13)
- Jeremy Coates – bas (3, 5, 6)
- Jara Muzzik – elgitarr (6)
- Lilly Penner – cello (11)
- Marc Tremblay – bas (2, 4)

Produktion
- Derek Bachman – omslagsdesign
- Jerry Clement – fotografi (fram- och baksida)
- Jared Kuemper – ljudtekniker, ljudmix
- Eli Svoboda – fotografi

Information från Discogs.